# Majesty of the Oceans
Die Majesty of the Oceans ist ein Kreuzfahrtschiff der griechischen Seajets Group. Es wurde im Jahr 1992 als Majesty of the Seas von Royal Caribbean International in Dienst gestellt. Das Schiff gehört zur Sovereign-Klasse und führt die Flagge der Bahamas.

## Geschichte
Das Schiff wurde am 6. Dezember 1988 bei Chantiers de l’Atlantique in Saint-Nazaire auf Kiel gelegt. Am 27. März 1992 wurde die Majesty of the Seas abgeliefert und kam unter der Flagge Norwegens mit Heimathafen Oslo in Fahrt. Am 26. April 1992 wurde das Schiff in Miami getauft.
Im Jahr 2007 erfolgte eine Renovierung im Trockendock und mit größeren Kabinen, größeren Aufenthaltsbereichen, Johnny Rockets, einer Kletterwand, neuen Pools und mehr Platz für den Gästekomfort ausgestattet. Seit Januar 2005 fährt das Schiff unter der Flagge der Bahamas mit Heimathafen Nassau.
Im Januar 2014 erkrankten 69 Personen an Bord des Schiffes an einem Magen-Darm-Virus, darunter zwei Besatzungsmitglieder.
Im November 2014 wurde bekannt, dass die Majesty of the Seas ab 2016 als Majesty für Pullmantur Cruises eingesetzt werden würde, die auch schon ihre Schwesterschiffe Monarch und Sovereign betrieb. Vorher erfolgte im Mai 2016 noch ein Werftaufenthalt. Sie sollte im südamerikanischen Raum fahren. Im Juli 2015 wurde allerdings entschieden, das Schiff aufgrund der großen Nachfrage weiterhin bei RCI einzusetzen. Der Wechsel zu Pullmantur wurde deshalb zunächst auf 2017 verschoben und schließlich ganz abgesagt.
Im Dezember 2020 verkaufte Royal Caribbean International das Schiff an ein Unternehmen aus dem asiatischen Raum. Das Schiff wurde daraufhin in Majesty umbenannt. Wenige Wochen später erwarb Eaglepower Shipping, eine Tochtergesellschaft der griechischen Seajets Group, das Schiff.

## Schiffsdaten
Das Schiff ist mit 74.077 BRZ vermessen. Es ist 268,32 Meter lang und 32,2 Meter breit. Die Höchstgeschwindigkeit beträgt 19 Knoten. An Bord haben 2744 Passagiere Platz, um die sich 827 Besatzungsmitglieder kümmern.

## Trivia
- Am 24. Februar 1996 wurde vom Schiff aus der Abschuss von 2 Flugzeugen der Brothers to the Rescue durch kubanische MIG-Militärjets beobachtet.
- Der Franzose François Zanella fertigte in elf Jahren Bauzeit in Arbeit ein Modell der Majesty of the Seas im Maßstab 1:8 an, das im Jahr 2005 fertiggestellt wurde. Es gilt mit 33,50 Metern Länge und 4,75 Metern Breite als das größte Modellkreuzfahrtschiff der Welt.
- Vom 24. bis zum 28. Januar 2011 fand auf der Majesty of the Seas erstmals das Musikfestival „70000 Tons of Metal“ statt. Der Name war an die Vermessung des Schiffes angelehnt (ca. 70.000 BRZ). Während der Rundfahrt durch die westliche Karibik (Miami – Cozumel – Miami) traten 40 Metal-Bands auf, darunter Amon Amarth, Blind Guardian, Exodus und Dark Tranquillity.[10]

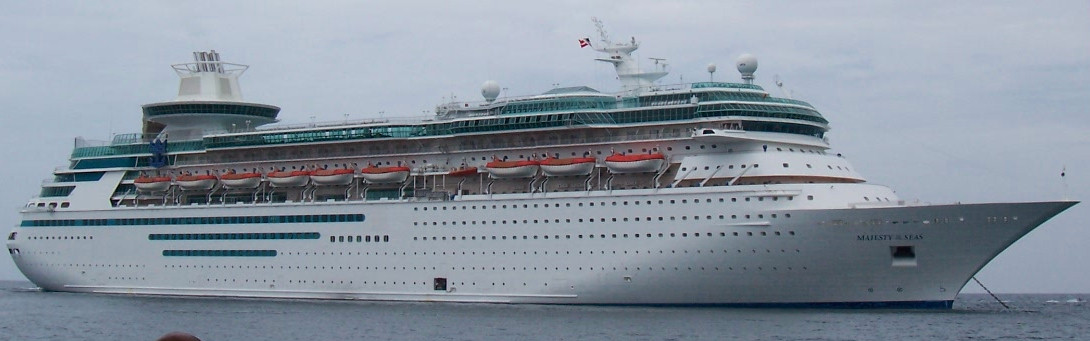
Majesty of the Seas
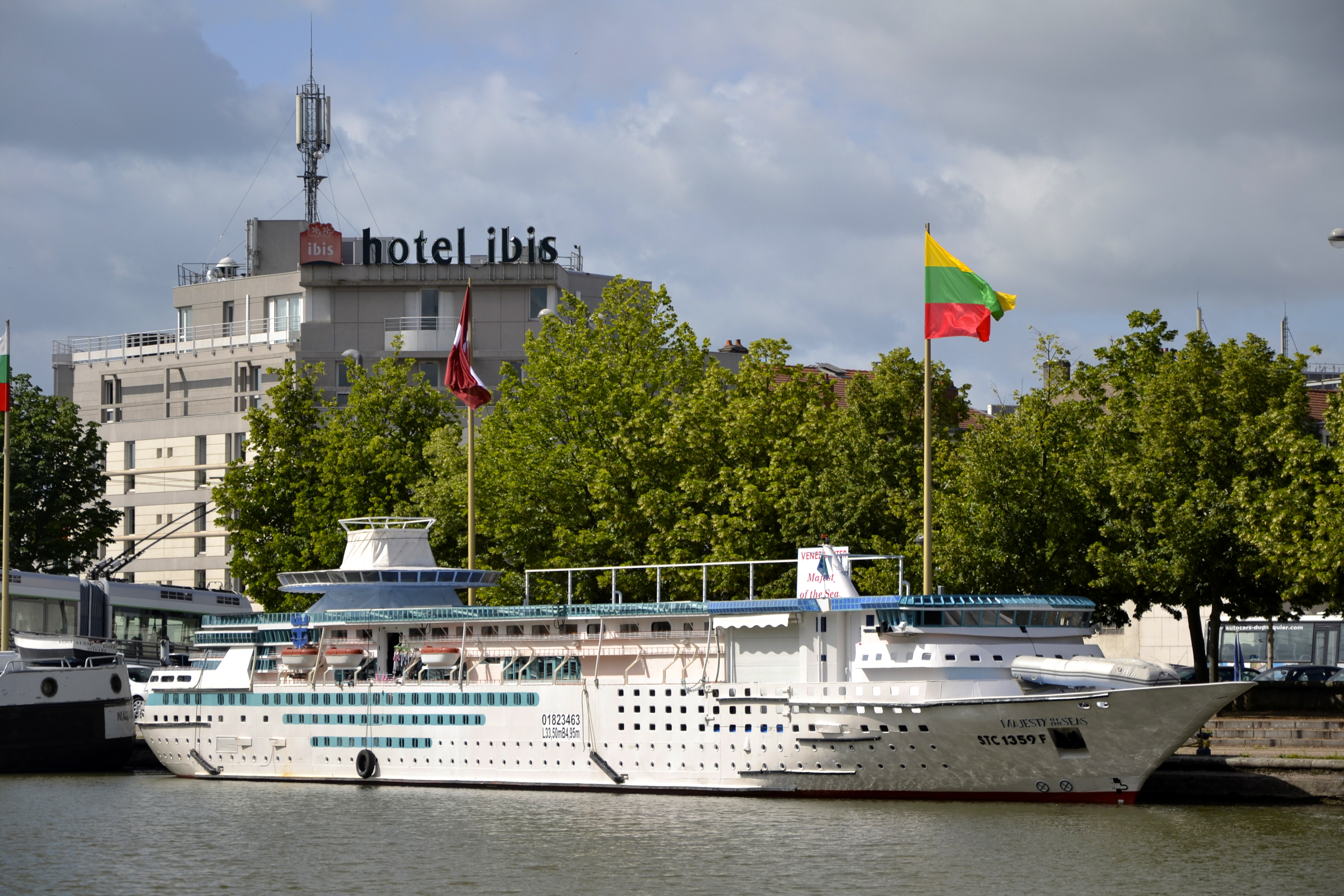
Modell der Majesty of the Seas